# Såningsmannen (skulptur, 1969)
För andra betydelser, se Såningsmannen.

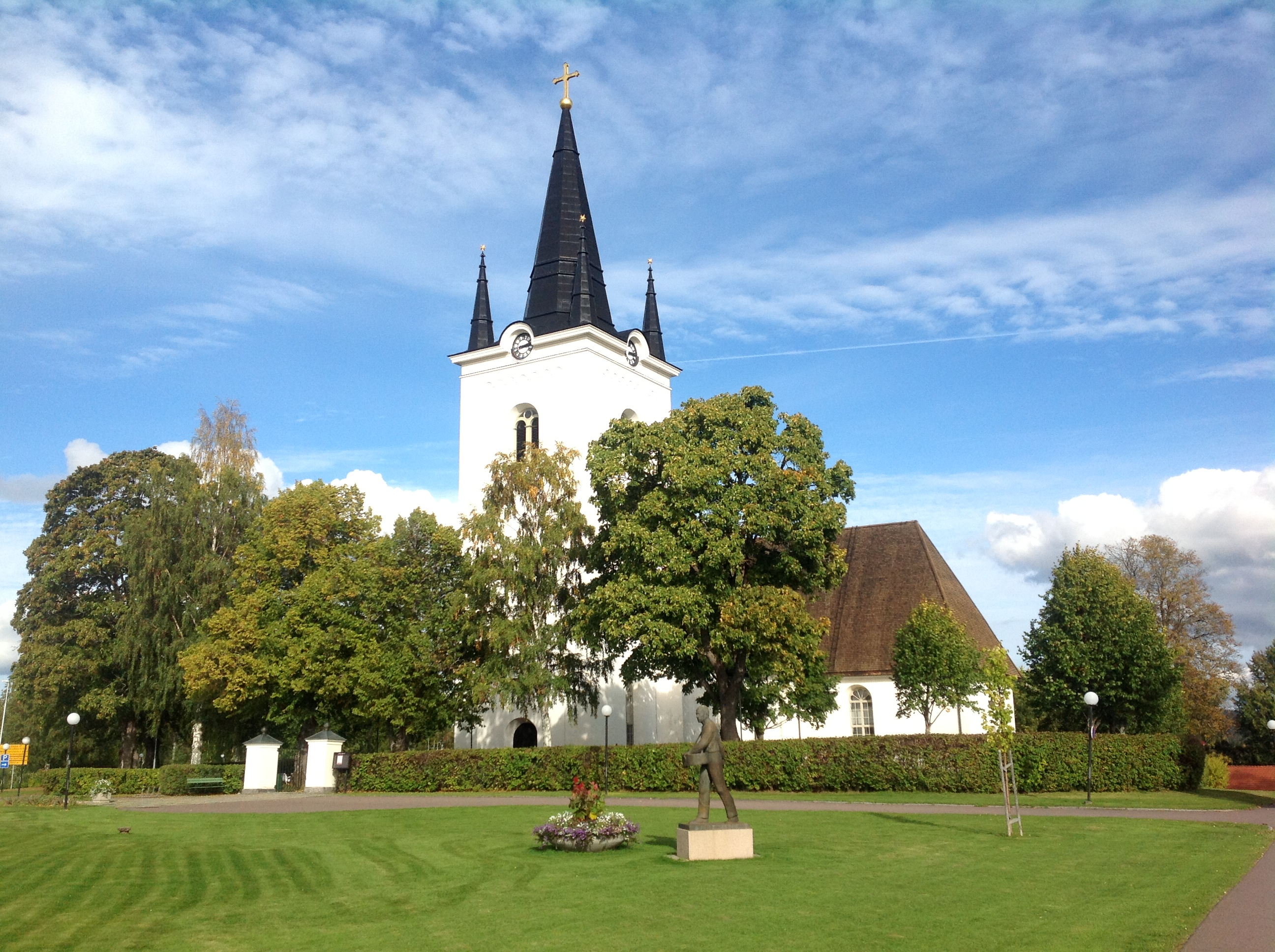
Skulpturen Såningsmannen står på gräsmattan utanför Svärdsjö kyrka i Dalarna. Skulpturen av Arvid Backlund är från 1969 och den föreställer en man som går och sår.

Såningsmannen är en skulptur från 1969 av Arvid Backlund, föreställande en man som går och sår.
Motivets bibliska bakgrund är Såningsmannen och jordmånerna i Matteusevangeliets trettonde kapitel. Verket finns i original vid Svärdsjö kyrka i Dalarna på den öppna gräsytan framför kyrkan. En kopia finns på Sveriges lantbruksuniversitet i Uppsala.
Modellen var en man vid namn Karl August, som var från Svärdsjö. 